# ファウストボール

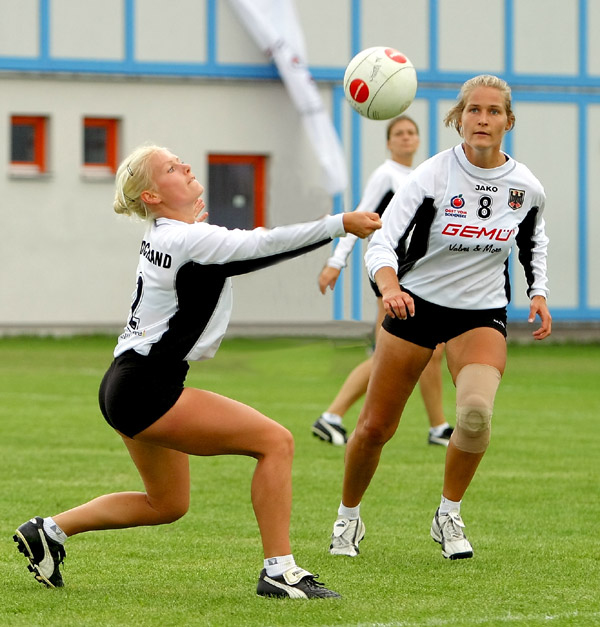
ファウストボールの試合

ファウストボール（独: Faustball、英: Fistball）は、ドイツにおいて成熟した球技。ワールドゲームズの公式競技である。5人の選手と、最大5人の控え選手の2チームで、ネット越しにボールを打ち合う。Faustとは、ドイツ語で「拳」を意味し、英語圏ではフィストボールとも呼称される。男女別の世界ファウストボール選手権大会（一般、U-18）や、アジアパシフィックファウストボール選手権大会、パシフィックファウストボール選手権大会が開催されている。

## 歴史
ファウストボールというゲームがいつ始められたかは、はっきりとは分かっていない。しかし、その起源はヨーロッパの南部、おそらくイタリアにあると考えられている。紀元前3世紀の記録書には、拳で革のボールを打つゲームの発想の記載があり、恐らくファウストボールは世界で最も古いスポーツの一つである。240年に、ローマ皇帝ゴーディアンによって、このボールスポーツの試合の最初の記録が行われている。ヨハン・ヴォルフガング・フォン・ゲーテも、彼の旅行記「イタリア紀行」にて、このスポーツについて言及している。
ゲオルク・ウェーバーが、1870年にドイツにファウストボールを導入した。初期には主に体操選手によって行われ、1885年には
ドレスデンにおいてのドイツ体操祭で初めてゲームが行われた。1894年にはウェーバーは、まだ現在のルールとは大きく異なるものの、ファウストボールをより競争力のあるスポーツにした。この間、ファウストボールはドイツ近隣諸国に広がり、また南米や西アフリカなどにおいても、ドイツの移民が普及した。1913年には、ドイツで初のドイツ選手権が行われた。体操からは離れ、1927年にはドイツで組織化されたファウストボールに、約12000のチームが参加した。ファウストボールの急速な普及とスキルの向上により、ルールは変更され、ゲームはよりダイナミックになった。
一方、日本でのファウストボールの歴史はまだ浅い。1997年8月に行われたワールドゲームズ・ラハティ大会で、JWGA（日本ワールドゲームズ協会）の有志がこの競技を目撃し、日本に伝えた。同年末に秋田県ファウストボール協会が設立され、翌1998年に日本ファウストボール協会と改称、国際スポーツ連盟にも加盟した。同協会は、1998年の第2回女子ファウストボール競技・世界選手権大会（オーストラリア）に日本代表視察団を派遣した。1999年の第10回男子ファウストボール世界選手権大会（スイス・オルテア）に初めて日本代表選手団を派遣した。2001年の第6回ワールドゲームズ（秋田市）では男子競技5位の成績を収めた。

## ルール

### ゲーム概要
ファウストボールは、2つのチームがバレーボールのように2つのハーフコートで対面するゲームである。中心線と網目状のネットが中央を区切っている。プレーヤーやボールが、ネットやネット両側の柱（ポスト）に触れると、ファールとなる。各チームは5人の選手で構成され、腕や拳でボールを打つ。

### ボールタッチ
ボールは、プレーヤーがタッチする前にワンバウンドすることは許される。ツーバウンドすることはファールとなる。そして、1ターンにつき最大3人の異なるプレーヤーがボールにタッチすることができ、多くとも3人目のプレーヤーがボールを相手コートに返さなくてはならない。
ボールは腕や拳で打つ。すなわち手を開いて打つことや、腕以外の部分で打つことはファールである。

### 得点のカウント
相手チームがファールをした場合に得点となる。ファールをしたチームがサーブ権を得る。1セットは11点先取制である。10点対10点となった場合には、一方のチームが2点をリードするか、または15点に達するまで延長される（15点対14点で終了できる）。勝利のために必要なセット数は、大会によって異なる。第1回ファウストボール・ブンデスリーガでは、5セット先取制であった。第2回ファウストボール・ブンデスリーガでは、3セット先取制であった。

### ファール
以下のファールを犯すと、反対チームに得点が入る。
- ボールまたはプレーヤーが、ネットまたはポストに触れる。
- ボールがコート外で接地する。
- ボールがツーバウンドする。
- ボールが、ネットの下を横切って相手フィールドに入る。
- チームの3人以上のプレーヤーがターン中にボールに触れる（3人目のプレーヤーは、反対側のハーフフィールドにボールを入れなくてはならない）。
- 同一のプレーヤ―が、ターン内に2回ボールに触れる。複数回のボールタッチがある場合は、それぞれのプレーヤーが異なる必要がある。
- サーバーが、サーブラインに触れるか、それを超える。
- ボールが、上腕または前腕または拳以外の身体に触れる。また、手掌でボールに触れる。

## ファウストボールコート
ファウストボールでは、コートサイズは50m×20m（ハーフコートあたり25m×20m）に設定されている。屋内の場合、40m×20mの小さめのコート（ハーフコートあたり20m×20m）となる。これはハンドボール場の通常のサイズに対応するので、通常は既存の外線が使用される。サービスラインは中心線から3mである。線はコート内に属し、ボールのオンラインはファールではない。
コートを分けるネットは、網状の赤色と白色のリボンである。2本のポストの間に張られ、その上端の高さは2m（男性）または1.90m（女性）である。U-12での高さは1.60mで、U-14での高さは1.80mとなっている。競技場には屋外エリア（後方8m、側面6m）が含まれているが、屋内ではその限りではない。

## ワールドゲームズ開催地と優勝国
| 回 | 年   | 開催地         | 開催国               | 優勝           |  |
| -- | ---- | -------------- | -------------------- | -------------- |  |
| 1  | 1981 | サンタクララ   | アメリカ合衆国       | 実施されず     |  |
| 2  | 1985 | ロンドン       | イギリス             | 西ドイツ       |  |
| 3  | 1989 | カールスルーエ | 西ドイツ             | 西ドイツ       |  |
| 4  | 1993 | ハーグ         | オランダ             | ドイツ         |  |
| 5  | 1997 | ラハティ       | フィンランド         | ドイツ         |  |
| 6  | 2001 | 秋田           | 日本                 | オーストリア   |  |
| 7  | 2005 | デュースブルク | ドイツ               | オーストリア   |  |
| 8  | 2009 | 高雄           | チャイニーズタイペイ | ブラジル       |  |
| 9  | 2013 | カリ           | コロンビア           | ドイツ         |  |
| 10 | 2017 | ブロツワフ     | ポーランド           | ドイツ         |  |
| 11 | 2022 | バーミングハム | アメリカ合衆国       | ドイツ         |  |
| 10 | 2025 | 成都           | 中国                 | ブラジル (BRA) |  |